# Groß Klein

Pozíció Rostock térképén

Groß Klein Rostock (Németország) egyik városrésze. A városközponttól északnyugatra elterülő városrészt északról Warnemünde, nyugatról a Warnow torkolata, délről Schmarl, délnyugatról Lütten Klein és nyugatról pedig Lichtenhagen határolja. Groß Klein és Schmarl között található a 2003-as nemzetközi kertészeti kiállítás egykori kiállító területe, a mai IGA-Park.

## Földrajza
Groß Klein területét északról a Laakkanal nevű csatorna választja el a szomszédos Warnemündétől, délen pedig a Schmarler Bach patakmedre képezi a határt Schmarl és Groß Klein között. Az igen alacsonyan, árterületen fekvő városrészen belül találhatóak a Feuchtgebiet Groß Klein és a Feuchtgebiet am Laakkanal védett vizes élőhelyek.

## Története

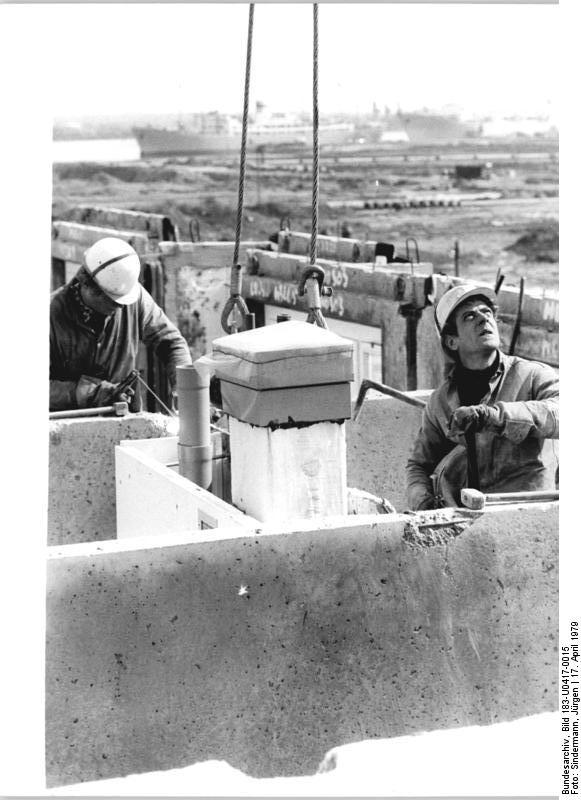
Panelház építése 1979-ben

A településrész első említése 1355-ből származik, amikor egy okirat a Warnow partján fekvő falucskáról tudósít. A „wendeske klene” megnevezés abból az időből származik, amikor a területen külön falvakban éltek egymás szomszédságában a germánok és a szlávok. A szláv klen szó jelentése juhar, így az akkori falu neve „vend juharos település” értelemmel bír. Innen ered Groß Klein mellett az egykori Lütten Klein falu neve is, amely a mai, azonos nevű városrész elődje.
Az 1934. március 8-án hivatalosan is Rostock városrészévé váló falucska lakói a századok során hajóépítéssel foglalkoztak. Ennek emlékét őrzik a hajógyártás ágazatairól elnevezett utcák. 1937-38-ban Groß Klein-ban megnyitotta kapuit egy repülős iskola, melyet a második világháború alatt katonai kórházzá alakítottak. Az épületben jelenleg egy gondozóotthon működik.
A városrésztől nyugatra 1942-ben megépült a Warnemünde-i hadiüzemekben dolgozóknak otthont biztosító Sztálingrád-telep (Stalingrad-Siedlung). Ezt a világháború után Groß Klein-telepre (Groß Klein Siedlung) keresztelték át, majd később a Lichtenhagen-i lakótelep megépülésével panelházak vették körbe a Groß Klein-telepet.
1979-től az 1980-as évek közepéig felépült az ötödik és egyben utolsó lakótelep, melyet Rostock északnyugati részére terveztek az NDK lakásépítési programjának keretében. A 8200 lakásban kb. 21 000 személy lelt otthonra. A városrész központi részétől indulva 1983-ig megépültek a déli részen elterülő Dänenberg és az északi részen felépülő Quartier VI lakótelepek. 1988-ban elkészült Brücke-i Gyülekezeti Központ (Gemeindezentrum Brücke) amely Schmarl-i és Groß Klein-i evangélikusok temploma lett.
Az 1990-es fordulat idején a lakóépületek viszonylag jó állapotban voltak, ezért csak 1999-ben, amikor már a lakosság igen nagy hányada elköltözött, kezdődtek meg a környéken a tatarozások. Különböző programok keretében került sor a lakóövezetek minőségének javítására.

## Népessége
Groß Klein népessége igen lecsökkent az 1990-es évek során, azonban a 2010-es években enyhe növekedés tapasztalható. A városrész lakosságának átlagéletkora 44,4 év, a fiatalok aránya 24,4%, az időseké pedig 30,7%. A 12 903 lakosból 6462 férfi és 6441 nő. A külföldiek aránya 4,3%. Családi állapotát tekintve, a lakosság 36,5%-a hajadon/nőtlen, 42,6%-a házasságban él, 8%-os az özvegyek és 12,8%-os az elváltak aránya.

## Közlekedése

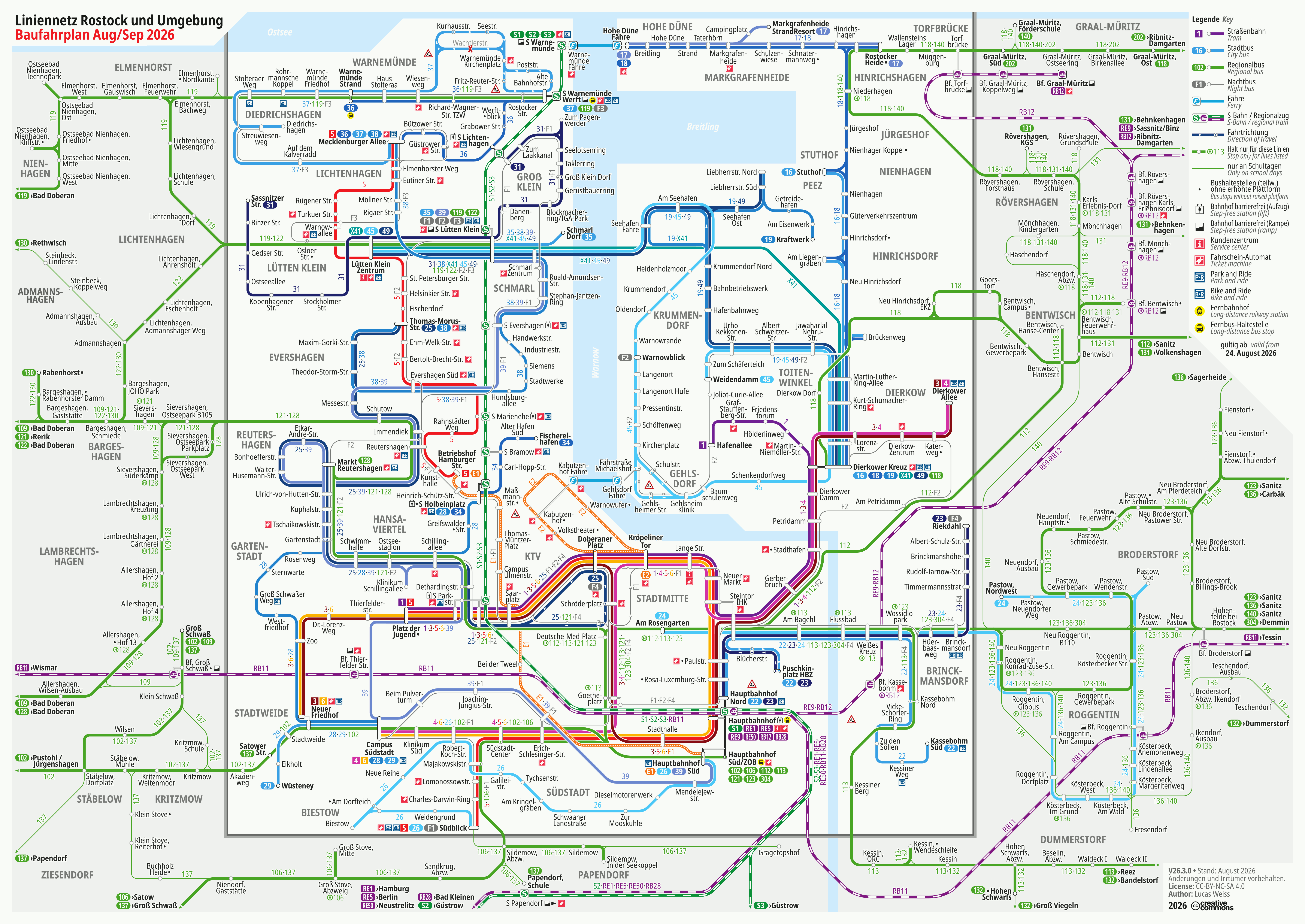
Rostock tömegközlekedése

A városrészt egy nappali és egy éjszakai autóbuszjárat érinti. Villamos nem halad a területen át, azonban mindkét buszjárattal megközelíthetőek egyes villamosmegállók. Groß Klein és Lichtenhagen határán halad el mindhárom S-Bahn-vonal, melyek a Lichtenhagen és a Lütten Klein megállóhelyeken vehetőek igénybe.
A 103-as országút (Bundesstraße 103) ugyancsak határt képez a két városrész között, illetve a közelben halad el a 105-ös országút is (Bundesstraße 105).
- Autóbusz: 31
  - Éjszakai autóbusz: F2

## Híres emberek
Fritz Meyer-Scharffenberg író, 1975-ben bekövetkezett haláláig a városrész lakója volt. Emlékét a Fritz Meyer-Scharffenberg út őrzi.

## Galéria

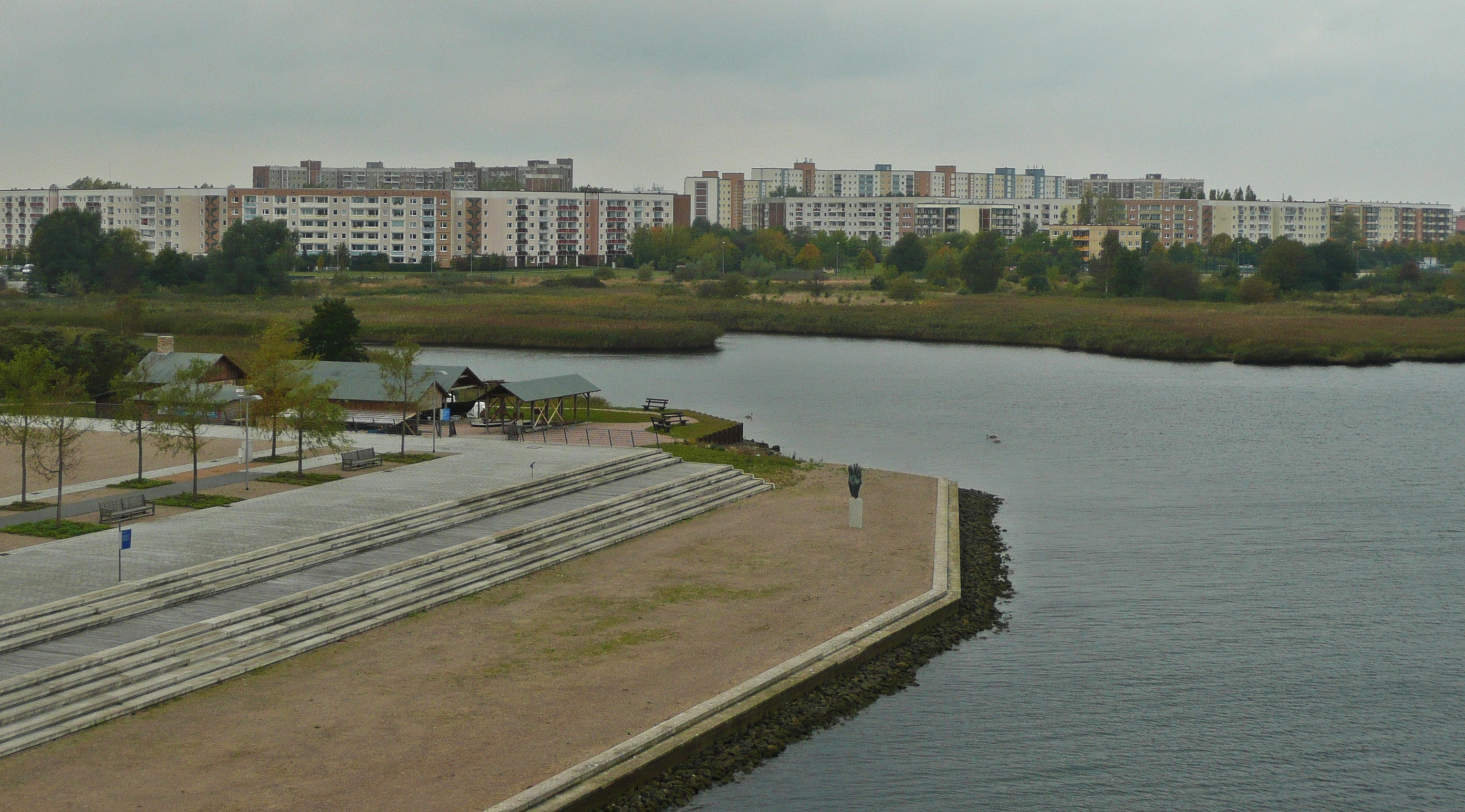
A városrész a víz felől nézve
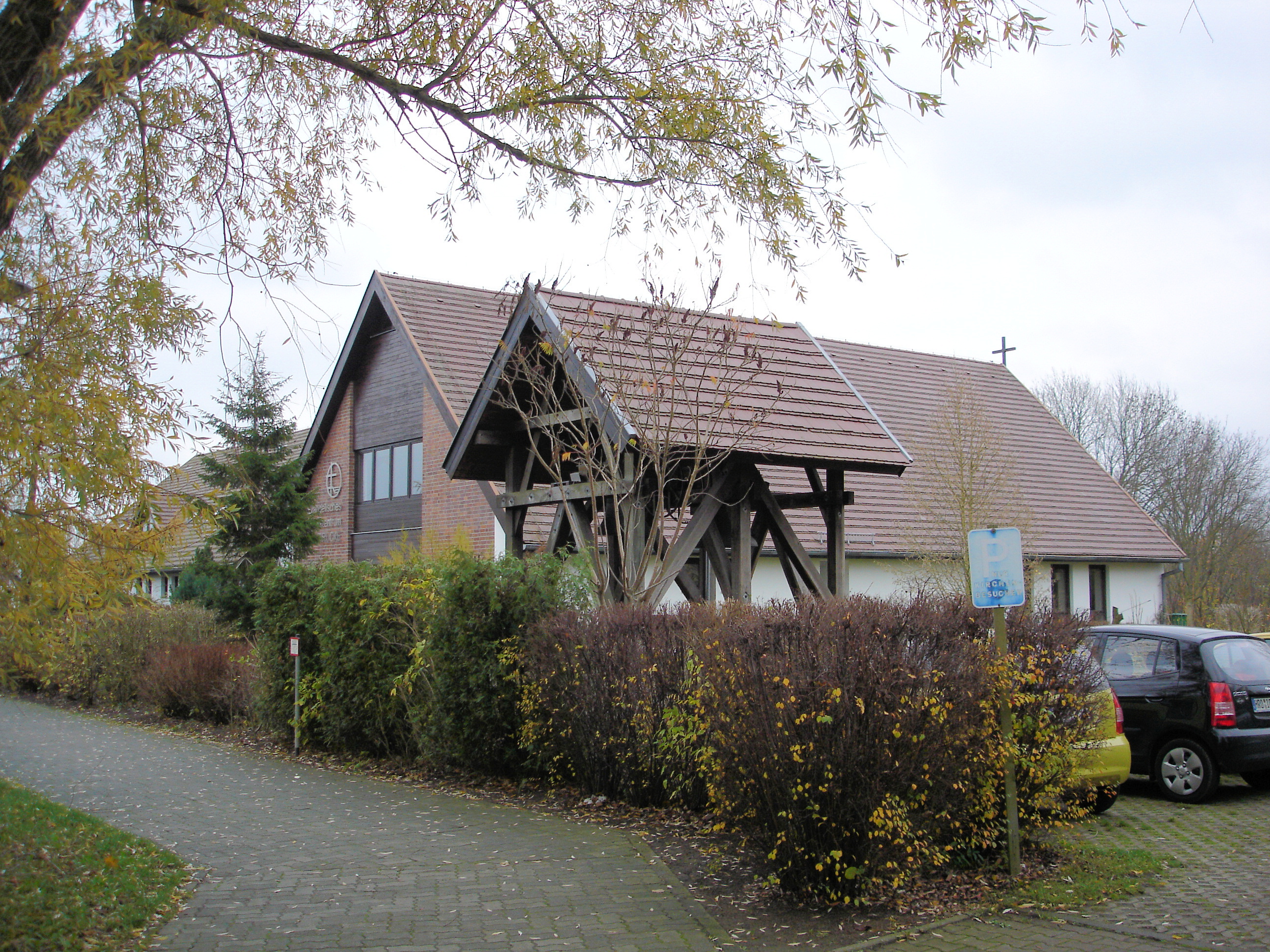
A Brücke-i Gyülekezeti Központ
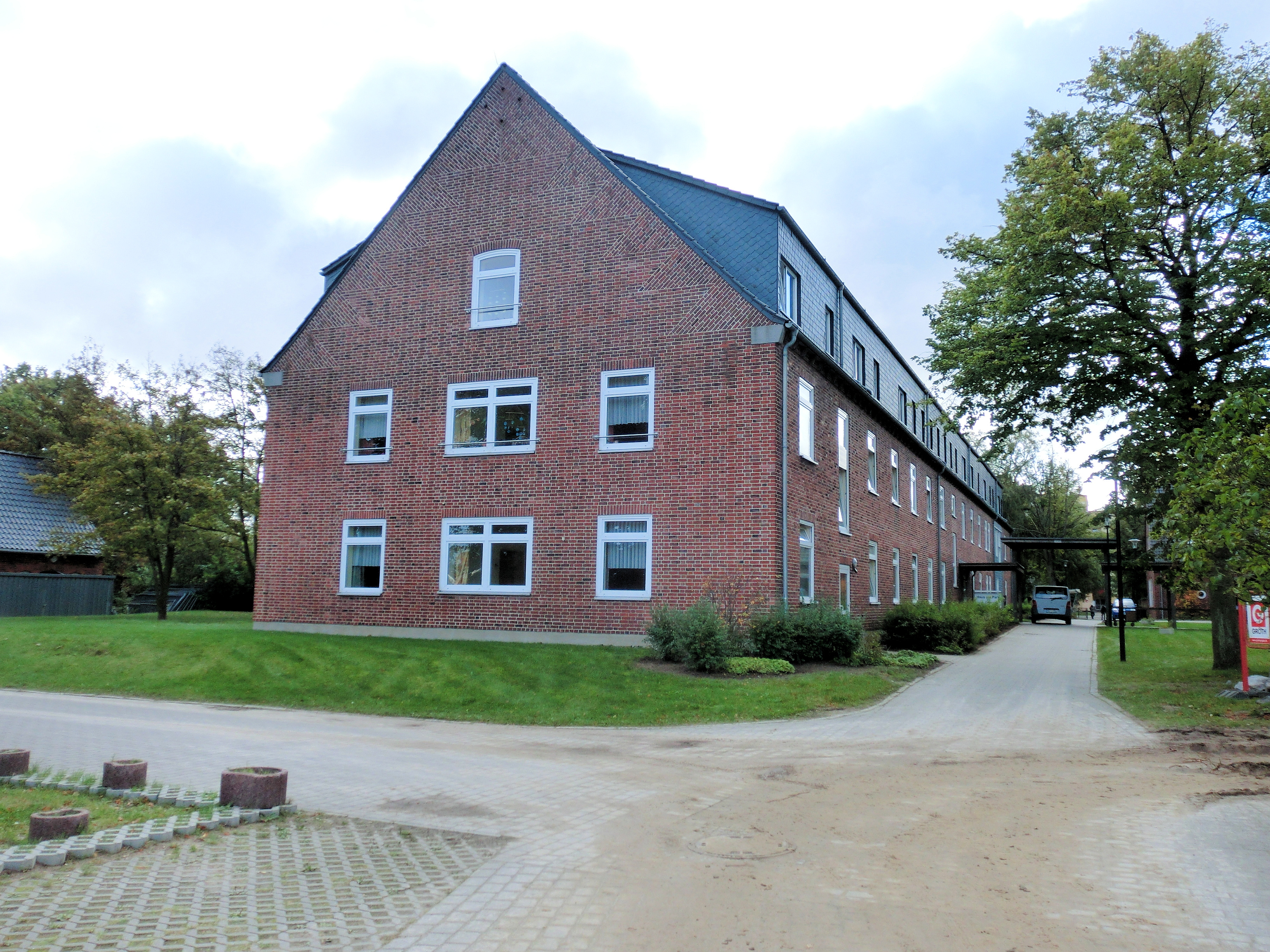
Lakóház a Fritz Meyer-Scharffenberg úton